# Казанский оптико-механический завод
Казанский оптико-механический завод (КОМЗ) — российское многопрофильное предприятие, специализирующееся на разработке и производстве оптических устройств. Полное наименование предприятия — Акционерное общество «Казанский оптико-механический завод».
Расположено в посёлке Дербышки Советского района города Казани, Татарстан.
С 2015 года на территории предприятия работает АО «Стелла-К», занимающееся серийным выпуском средств РЭБ.

## История
В 1935 году  ЦК ВКП(б) и СНК СССР приняли решение о строительстве нового крупного оптико-механического завода – дублера ГОМЗ в районе Поволжья. Создана комиссия для выбора площадки под строительство нового завода
11 октября 1936 года Совет Труда и Обороны СССР принимает постановление о  строительстве нового оптико-механического завода – дублера Ленинградского Государственного оптико-механического завода (ГОМЗ)  (в настоящее время — ОАО «ЛОМО») – на площадке бывшего вагоностроительного завода в Татарской АССР в 18 км от г. Казани. В Казани в то время имелись резервы рабочей силы, несколько технических ВУЗов готовили квалифицированных специалистов, имелась налаженная железнодорожная и водная связь и подготовленная площадка под  строительство Вагонстроя. Проектирование завода было поручено Ленгипроммашу, а ГОМЗу – обеспечение будущего завода  документацией и осуществление подготовки кадров.
3 февраля 1937 года строящемуся заводу присваивается номер 237, в июне организуется Управление строительства, начальником которого назначается Ольшанский Владимир Леонардович.
В этом же году одновременно с заводскими корпусами начато строительство саманных бараков, двухэтажных деревянных домов и школы № 101. В декабре1939 г. сдан в эксплуатацию корпус 7 (механический цех №7), в котором было установлено 25 единиц оборудования для производства труб перископов.
8 февраля 1940 г. Наркомфин СССР зарегистрировал завод как действующий, присвоив ему № 237. Эта дата считается днем основания завода.
С началом  Великой Отечественной войны,  11 июля 1941 года вышло  Постановление Государственного Обороны СССР № ГКО-99сс об  эвакуации промышленных предприятий, в том числе завода № 349 (ГОМЗ) на площадку строящегося в Татарской АССР завода № 237 Наркомата вооружения
С июля по август 1941 года на  завод прибыло 7 эшелонов  с людьми и оборудованием. Приехали 1284 рабочих и 327 ИТР с семьями.  31 августа 1941 года в Казань прибывает последний 7-й эшелон с оборудованием и работниками ГОМЗ-а. С ним приезжают директор ГОМЗ Соловьев А.Ф., главный конструктор Конев П.С., главный технолог Минков М.А.  Вместе с эвакуированными коллектив завода № 237 составляет 3,5 тысячи человек.
Через два месяца после прибытия первого эшелона с гомзовцами первым среди всех эвакуированных заводов отрасли, наш завод дал первую продукцию для фронта - 5000 биноклей, собранных из деталей незавершенного производства, привезенных из Ленинграда.
16 сентября 1941 года – приказ НКВ № 451 о слиянии с  ГОМЗ и присвоении заводу в Казани № 349. Директором завода назначается Соловьев Андрей Федорович
4 октября 1941 года – главным конструктором завода разработан первый товарный знак казанского завода– полупентапризма с ходом лучей – как половинка от товарного знака ГОМЗ-а – пентапризмы. Этот товарный знак был зарегистрирован в Бюро регистрации товарных знаков Министерства торговли СССР (Свидетельство № 2999 от 17.10.1946 г.) и является старейшим товарным знаком Казанского оптико-механического завода.
В декабре 1941 года завод дал фронту миномётные и танковые прицелы, а с начала 1942 г. - "знаменитый" артиллерийский прицел-панораму Герца ПГ, которая стала "коронной" продукцией завода все военные годы.
На 1 января 1942 года на заводе работает 3960 человек; 1574 единицы оборудования, из них 1292 станка из Ленинграда
21 июля 1942 года – приказом НКВ заводу возвращается номер 237, под которым он строился, ГОМЗ (в г. Ленинград) остается под номером 349
К концу 1942 года выпуск биноклей на заводе  доведен до 15000 штук в месяц.
В 1943 году  на заводе выпускается уже 43 наименования изделий, из них 10 – крупными сериями - бинокли, морские дальномеры, фотообъективы, фотоконтрольные приборы, миномётные и танковые прицелы, в том числе артиллерийскую панораму Гёрца «ПГ», прицелы для пикирующих бомбардировщиков ПБЛ-2, тренажёры
10 февраля 1943 года – коллектив завода собрал из своих личных сбережений  и передал 1 004 000 рублей на приобретение артвооружения «Сталинская артиллерия»
12 октября 1943 года – в приказе НКВ отмечается образцовая работа завода 237, работающего по графику, из месяца в месяц перевыполняющего программу.
1944 года – завод выполнил две с половиной программы 1942 года.
К концу войны, благодаря внедрению первого в СССР подвесного конвейера для сборки биноклей  с заданным производственным ритмом,   выпуск биноклей был доведен до 25 000 штук в месяц.
На начало 1945 года на заводе работают 5663 человека, из них в возрасте до 18 лет 50,6%.
За годы войны заводу 17 раз вручалось Переходящее Красное Знамя ЦК ВКП (б) и ГКО, а в 1946 году оно вручено навечно; 198 работников завода награждены орденами и большая группа - медалями.
Всего за годы войны завод отправил на фронт 700 000 биноклей, 30 000 орудийных, миномётных, танковых и около 1 000 бомбардировочных прицелов,
16 сентября 1945 года Указом Президиума Верховного Совета СССР завод был награждён орденом Ленина за выдающиеся заслуги в деле бесперебойного обеспечения полевой артиллерии, Военно – Морского Флота и авиации оптическими приборами.
5 августа 1945 года – Указом Президиума Верховного Совета СССР награждаются 45 работников завода за освоение новых образцов артиллерийских, танковых и авиационных оптических приборов и успешное выполнение задания ГКО по увеличению их выпуска для фронта
16 сентября 1945 года – Указом награждаются работники промышленности вооружения за успешное выполнение заданий ГКО по созданию новых образцов вооружения и обеспечения Красной Армии артиллерией, стрелковым вооружением, военно-оптическими приборами. Награждено 38 работников завода
В послевоенные годы существенно меняется номенклатура изделий, значительно сокращается выпуск военной техники.
В 1946-47 годах выпускаются бинокли 6х30, несколько видов луп и объективов. Завод осваивает производство  интерферометров, астрономических и проекционных приборов, фотоконтрольной аэрофотоаппаратуры  для военно-воздушных сил , киносъемочной аппаратуры, рефрактометров на базе , микрофильмирующей и электрофотографической техники
К 1950 году завод выпускает уже 80 наименований изделий - запущены в серийное производство фото-контрольные приборы для военно-воздушных сил  С-13 (1947г.),  СШ-45 (1950 г.), были изготовлены первые опытные образцы теневых приборов для аэродинамических исследований сверхзвуковых газовых потоков (1948 год – ИАБ-451)
Март 1951 года – приказом Министерства на заводе организовано опытно-конструкторское бюро (ОКБ).
1951 год – завод переименовывается в почтовый ящик № 157
С 1952 года – начаты поставки продукции на экспорт , сначала в КНР, МНР , страны народной демократии, а затем и в капиталистические страны
Бинокль 6-кратного увеличение заменяется на бинокль 8-кратного увеличения (1954 год), начат выпуск театральных 4-кратных биноклей.
Завод впервые принимает участие в работе зарубежной международной выставке – на Всемирной выставке в Брюсселе в 1958 г., где демонстрируются новые изделия – малоформатная киносъемочная камера «Кама», кинопроектор и зеркально-линзовая  зрительная труба с тремя сменными увеличениями 25х, 50х и 100х – ЗРТ-454
6 марта 1966 год – вышел  приказ Министра  оборонной промышленности о замене наименования  на «Казанский оптико-механический завод»
28 июля 1966 года – директору завода Халезову Павлу Александровичу присвоено звание Героя Социалистического Труда
1967 год - завод награждён Красным Знаменем Татарского обкома КПСС, Президиума Верховного Совета ТАССР
Были изготовлены образцы фотокинокамеры Н-14 для киносъемки при выходе в открытый космос, которой пользовался космонавт Леонов А.А. (1972-73 г.г.).
Широкопольный телескоп-спектрограф «Лира», производства «КОМЗ», с борта комического корабля «Союз-13», обеспечил получение уникальных ультрафиолетовых спектрограмм звезд различных участков звездного неба (декабрь 1973 г.).
На космической станции «Салют-3» эксплуатируется перископ кругового обзора «Сокол» (производства «КОМЗ») для панорамного наблюдения космического пространства и наблюдения за космонавтами вне корабля, внешними  элементами конструкции станции (1975 г.).
На космической станции «Салют-6» установлен  разработанный и произведенный на КОМЗ-е бортовой субмиллиметровый телескоп БСТ-1 с диаметром главного зеркала 1,5 м (1977 г.).  Начаты работы по созданию многоцелевого электронного приборного комплекса «Пион-К» для долговременных пилотируемых станций типа «Салют» и «Мир»
1970 год   - завод занесен в городскую книгу Трудовой славы
В конце 80-х годов в плане конверсии военных биноклей ночного видения разрабатывается впервые в стране семейство ночных приборов «Байгыш» для гражданского применения. Эта серия включала в свой состав бинокли, псевдобинокли, монокуляры, прицелы
1980 год – две модели биноклей и фотообъектив «Юпитер-37А» получили право выпуска с олимпийской символикой Московской олимпиады
На международной выставке в Пловдиве фотообъектив «Юпитер-37А» награждён золотой медалью
Июнь 1987 года – у завода новый статус – Производственное объединение «Казанский оптико-механический завод»
1987 год На международной выставке в Лейпциге зрительная труба ЗТ8-24х40М «Зеница»  награждена золотой медалью выставки
1990 год   в честь своего 50-летия  завод награждается Красным Знаменем
16 августа 1996 года – завод акционирован в Госкомимуществе РТ как ОАО «Казанский оптико-механический завод»
15 апреля 2015 года завод занесён в Книгу почёта Казани.
С 2011 года завод осваивает  новое направление и выпускает изделия РЭБ .
В настоящее время АО «КОМЗ» остался единственным в России серийным производителем дневной наблюдательной техники.

## Продукция

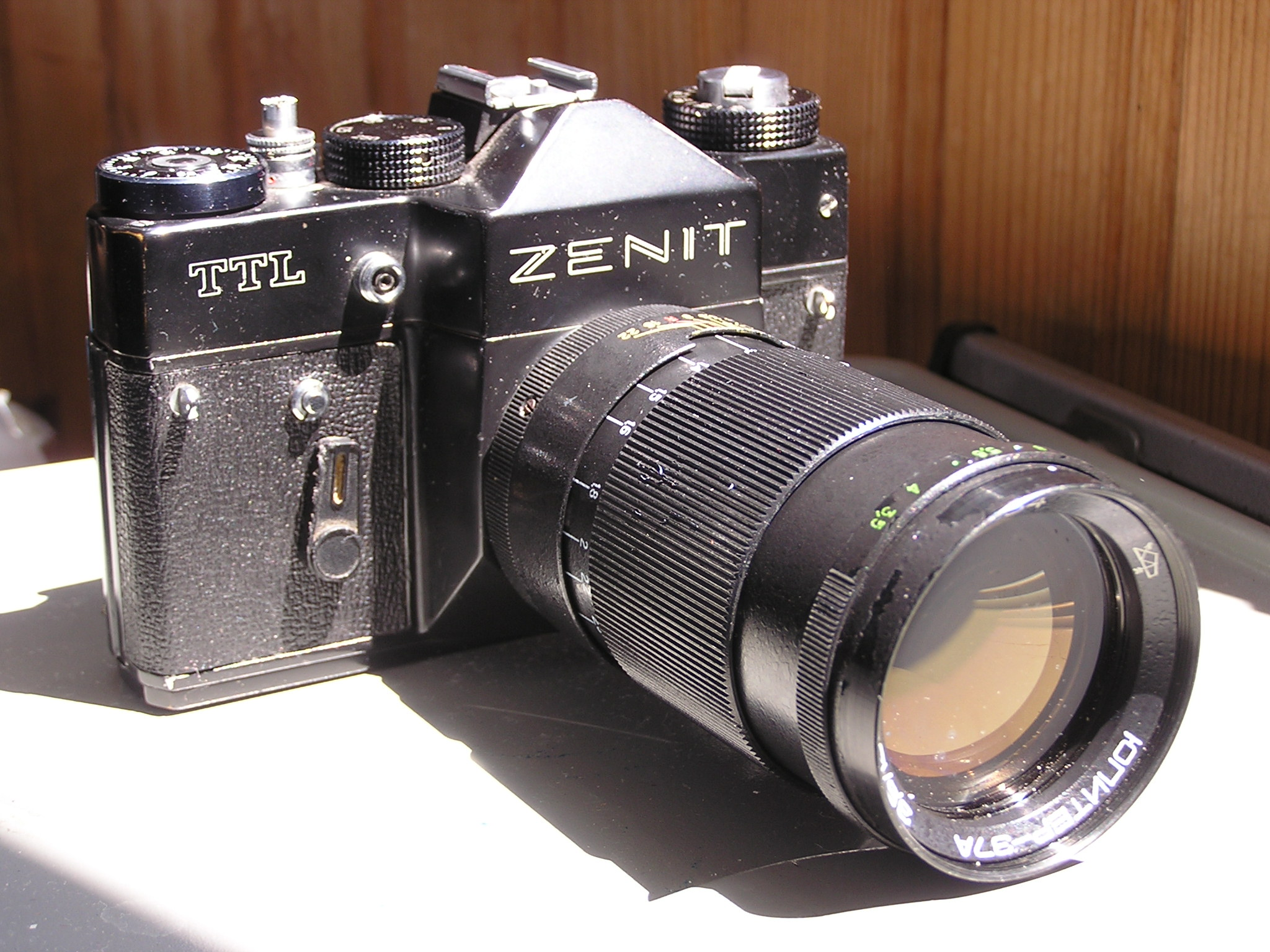
Один из фотообъективов производства КОМЗ — «Юпитер-37А»

- Астронавигационные системы и перископы
- Наблюдательные и фоторегистрирующие приборы
- Визиры, оптоэлектронные системы наблюдения и целеуказания, оптические прицелы
- Бинокли, зрительные трубы и приборы ночного видения
- Рефрактометры
- Лазерные дальномеры и тепловизионные комплексы
- Жёсткие промышленные эндоскопы
- Лупы

## Акционеры
на 30.06.2017 г.
25,69% - АО «ТОРОС»
23,09% - ЗАО "ИнГрупп"
23,09% - ЗАО "КАНфинанс"
23,09% - ЗАО "РиверПарк "

## Санкции
15 марта 2022 года, на фоне вторжения России на Украину, «КОМЗ» внесен в санкционные списки Евросоюза, по данным объединения завод несёт ответственность за материально-техническую поддержку и действия, подрывающие или угрожающие территориальной целостности, суверенитету и независимости Украины. Кроме того, «КОМЗ» получает помощь от правительства Российской Федерации, «которое несет ответственность за аннексию Крыма и дестабилизацию Украины»
Также в отношении предприятия санкции ввела Украина, США и Швейцария